# ナショナルサイクルルート
ナショナルサイクルルートは2019年に導入された、『日本を代表し、世界に誇りうるサイクリングルート』を認定する制度。
自転車活用推進法に基づく平成30年6月制定の自転車活用推進計画において、日本を代表し世界に誇りうるサイクリングルートについて国内外へPRを図るために制定され、インバウンドにも対応した走行環境や、サイクリングガイドの養成など受入れ先として備えるべき要件、情報発信の指針を定めるものである。

## 要件
以下のような条件が求められている。
- サイクルツーリズムの推進に資する魅力ある安全なルートであること
  - 島嶼部を除き100km以上で、景勝地などをつなぎ、狭いトンネルや交通量の多い道を避けた連続したコース
- 誰もが安全・快適に走行できる環境を備えていること
  - 歩行者や自動車と自転車を分離したコースを備え、自転車保険への加入条例が制定されていて、トンネルなどへの注意喚起がなされていて未舗装区間がないこと。
- 誰もが迷わず安心して走行できる環境を備えていること
  - ルート全体にブルーラインのような路面標示や看板が備えられて迷わないようになっていること。
- 多様な交通手段に対応したゲートウェイが整備されていること
  - 必要な情報が入手でき、レンタサイクルを借り、修理道具や補給食などを買い、ちょっとした整備が可能なロッカーを備えたゲートウエイ施設があり、アクセスルートが確保されていること
- いつでも休憩できる環境を備えていること
  - 20km程度の間隔で、トイレや、サイクルラック、屋根付きのイスとテーブルがあり、水の補給ができる休憩施設を備えていること。
- ルート沿いに自転車を運搬しながら移動可能な環境を備えていること
  - サイクルトレインなどの回送手段があること。
- サイクリストが安心して宿泊可能な環境を備えていること
  - 60km程度ごとに自転車を室内で保管し、洗濯や荷物を預けることのできる宿泊施設があること。
- 地域の魅力を満喫でき、地域振興にも寄与する環境を備えていること
  - ツアーやイベントが開催されていること
- 自転車のトラブルに対応できる環境を備えていること
  - 補修部品の販売や、出張修理、サイクルタクシーなど
- 緊急時のサポートが得られる環境を備えていること
  - 事故対応のための緊急進入路など
- 誰もがどこでも容易に情報が得られる環境を備えていること
  - SNSによる発信や、ルートマップが入手可能
- 官民連携によるサイクリング環境の水準維持等に必要な取組体制が確立されていること
  - 一体的に水準の維持に取り組む協議会などの主体があり、地方版自転車活用推進計画に取り入れられていること。

## 指定ルート
第一回の指定ではこの3コースが指定されている。
- つくば霞ヶ浦りんりんロード[4]
- ビワイチ[5]
- しまなみ海道サイクリングロード[6]

第二回の指定では、
- トカプチ400
- 太平洋岸自転車道
- 富山湾岸サイクリングコース

の3ルートが指定された。
また、これらを含む36地域のモデルルートが設定されている。